# Бет Мишпаха
Бет Мишпаха (англ. Bet Mishpachah) — синагога в районе  Дюпон-Сёркл, в городе Вашингтон в США. Основана в 1975 году. Дружественная ЛГБТ конгрегация, членство в которой открыто для последователей разных течений иудаизма независимо от их сексуальной ориентации и гендерной идентичности.

## История
В 1975 году в Вашингтоне гомосексуальными мужчинами и женщинами, исповедовавшими иудаизм, был основан Столичный общинный храм — Мишпохэ. Спустя год, в ответ на резолюцию Организации Объединенных Наций, приравнивавшую сионизм к расизму, община провела Первую международную конференцию евреев — геев и лесбиянок. Одной из целей этой конференции было создание форума для общения и взаимной поддержки гомосексуальных последователей иудаизма.
В 1978 году община избрала совет директоров и начала проводить еженедельные богослужения в арендованных помещениях. В 1979 году от Вестминстерской синагоги в Лондоне Столичный общинный храм — Мишпохэ получил в подарок свиток Торы, спасенный во время Холокоста. Ранее этот свиток принадлежал небольшой пятисотлетней еврейской синагоге чешского города Дольни-Коунице, которая в 1940 году была уничтожена нацистами. В 1991 году община приобрела второй свиток Торы, написанный в 1917 году в Российской империи, но до этого не использовавшийся в богослужении.
В 1980 году синагога официально приняла название Бет Мишпаха — «Дом семьи» и стала соучредителем Всемирного конгресса евреев — геев и лесбиянок на Третьей Международной конференции евреев — геев и лесбиянок в Сан-Франциско. В 1985 году община выступила в роли организатора Девятой международной конференции Всемирного конгресса евреев — геев и лесбиянок. В 1997 году Бет Мишпаха переехала в недавно отремонтированный Еврейский общинный центр Вашингтона, который не действовал с 1968 года. В том же году синагога провела Восьмую восточную региональную конференцию Всемирного конгресса евреев ЛГБТ.
В 1991 году Бет Мишпаха на неполный рабочий день наняла своего первого раввина Роберта Сакса, который служил общине до выхода на пенсию в 2009 году. В синагоге служили: в 2000—2004 годах раввин Лейла Гал Бернер, в 2009—2013 годах раввин Тоби Маневит, в 2013—2019 годах раввин Лори Грин. С 2019 года в Бет Мишпаха служит раввин Джейк Сингер-Бейлин.
В 1991 году синагогой был издан свой сидур, посвященный шаббату и праздникам, второе издание вышло в 2017 году. В 1992 году был издан сидур для шивы. В 1998 году община завершила работу над пятитомным изданием махзора.
В 2010 году община получила премию проекта Маутнер. С 2012 года синагоге принадлежит участок исторического Елисаветградского кладбища в Саутисте, в округе Колумбия. Участок носит название кладбища Бет Мишпаха.